# 名人A級勝抜戦
名人A級勝抜戦（めいじん―きゅうかちぬきせん）は、1950年途中から1959年途中まで開催されたブロック紙3社連合（北海道新聞社・中日新聞社・西日本新聞社）主催の将棋の一般棋戦である。名人A級選抜勝継戦とも言う。

## 概要
前身は、1949年に開催された「名人A級総当り十番将棋（木村対オールA級戦）」である。これは、名人の木村義雄に対して、A級棋士10人が順に挑戦していく（A級棋士同士の対戦はない）という企画であった。
名人A級総当り十番将棋の好評に満足したブロック紙3社連合は、翌年から名人A級勝抜戦を開始した。
ブロック紙3社連合は、朝刊に名人A級勝抜戦を掲載する一方、夕刊用の棋戦として1953年に順位戦B級棋士を対象とするB級選抜トーナメント戦を新設。さらに、1960年には産経新聞社主催の早指し王位決定戦に合流して、公式タイトル戦の王位戦を共同で主催することになった。名人A級勝抜戦とB級選抜トーナメント戦はともに王位戦に統合されて終了した。

## 開催方式
出場資格は名人と順位戦A級棋士の11名（休場などの関係で11名でない回もある）である。現在連勝中の棋士（前局の勝者）が参加棋士と次々に対戦していき、連勝をどこまで伸ばせるかを競ういわゆる勝ち抜き戦方式で開催された（なお、一般的に勝ち抜き戦と言った場合、トーナメント戦の方式を指すこともあるが、将棋界では連勝数を競うものを勝ち抜き戦と呼ぶのが慣例である）。5人抜き（5連勝）以上を達成すると優勝扱いとなった。5人抜き達成後は、連勝が続く限り出場し続けた例もあるし、そこで勇退した例もある。
およそ半年間で10局が行われ、参加棋士を一周した（ただし、実際には開催期間が7か月程度になることも多く、9年間で都合16回の開催となった）。なお、複数の回にまたがった5人抜きでも優勝扱いとなるし、優勝者（5人抜き）のいない回もある。

## 歴代優勝者
| 回 | 年度       | 優勝者   | 記録                                                                                | 連勝停止者 |
| -- | ---------- | -------- | ----------------------------------------------------------------------------------- | ---------- |
| 4  | 1952年後期 | 大山康晴 | 6人抜き（板谷四郎、木村義雄、原田泰夫、小堀清一、松田茂役、松下力）                 | 塚田正夫   |
| 8  | 1954年後期 | 大山康晴 | 5人抜き（大野源一、高島一岐代、花村元司、灘蓮照、塚田正夫）                         | なし       |
| 11 | 1956年前期 | 大山康晴 | 7人抜き（二上達也、灘蓮照、坂口允彦、花村元司、五十嵐豊一、高島一岐代、松田茂役）   | 塚田正夫   |
| 12 | 1956年後期 | 花村元司 | 7人抜き（二上達也、五十嵐豊一、大野源一、原田泰夫、丸田祐三、塚田正夫、升田幸三）   | 灘蓮照     |
| 14 | 1957年後期 | 花村元司 | 5人抜き（升田幸三、坂口允彦、二上達也、灘蓮照、五十嵐豊一）                         | 大山康晴   |
| 15 | 1958年前期 | 大山康晴 | 7人抜き（花村元司、高島一岐代、丸田祐三、塚田正夫、大野源一、加藤一二三、二上達也） | 升田幸三   |

複数の回にまたがる連勝については、最後の勝利を挙げた回（連勝が止まる前局）を記載している。